# Ino

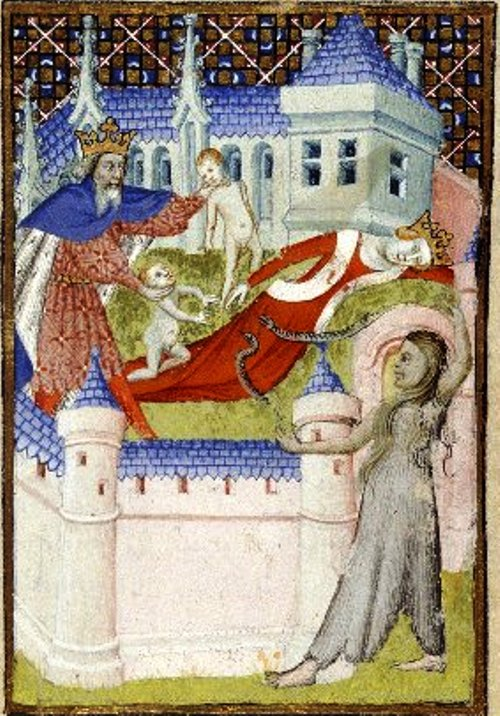
La fúria Tisífone embogint Atamant i Ino

Ino (en grec antic: Ίνώ), d'acord amb la mitologia grega, va ser una heroïna, filla de Cadme i d'Harmonia.
Es va casar amb Atamant i va ser la mare de Learc i de Melicertes. Era la seva segona esposa, ja que Atamant havia estat casat amb Nèfele. Gelosa dels dos fills grans del seu marit, Frixos i Hel·le, va intentar que els oferís en sacrifici, tot dient que era un manament de l'oracle, però la seua conspiració es va descobrir i els dos joves van aconseguir escapar.
Per haver estat una de les nodrisses de Dionís, nebot seu per ser fill de la seva germana Sèmele, i criar-lo juntament amb els seus fills, va haver de patir la còlera d'Hera, indignada perquè havia recollit el fruit de l'adulteri de Zeus. Per això va tornar bojos els esposos, enviant-los-hi la fúria Tisífone. Ino va posar Melicertes dins d'una olla amb aigua bullent, i Atamant, creient que Learc era un cérvol, el va matar d'un cop de llança. Després Ino, amb el cos de Melicertes, es va llençar al mar, on els déus marins, compadits, (o el mateix Dionís) la van transformar en Leucòtea, la deessa Blanca, protectora dels mariners. A partir d'aquí es barregen les llegendes d'Ino i de Leucòtea.
A diverses parts de l'antiga Grècia se celebraven uns festivals en honor seu anomenats Inoa. A Mègara, on se suposava que era enterrada, l'honoraven cada any amb un sacrifici. Altres festivals dedicats a Ino de certa rellevància eren els d'Epidaure Limera a Lacònia (a la vora de la qual hi havia un llac anomenat d'Ino on es feia la festa) i el festival que es feia a l'istme de Corint.